# Port Olímpic
Il Port Olímpic è un porto turistico costruito nel 1991 che si trova di fronte al Villaggio Olimpico tra le spiagge di Somorrostro e Nova Icària, nel distretto di Sant Martí di Barcellona.
È stato costruito nel 1991 su progetto degli architetti Oriol Bohigas, Josep Martorell, David Mackay e Albert Puigdomènech e la direzione dell'ingegnere Joan Ramon de Clascà per dotare la città di un porto turistico e per convertire la costa nord della città in un'area residenziale e ricreativa e permettere le competizioni di vela previste per i Giochi della XXV Olimpiade.
Attualmente, oltre ad essere un importante porto turistico della costa mediterranea, è diventato un centro turistico e ricreativo della capitale catalana.